# Semiothisa tsaratanana
Semiothisa tsaratanana là một loài bướm đêm trong họ Geometridae.